# Stora Kröntjärnen
Stora Kröntjärnen är en sjö i Hofors kommun i Gästrikland och ingår i Gavleåns huvudavrinningsområde. Sjön är 8,5 meter djup, har en yta på 0,116 kvadratkilometer och befinner sig 176,5 meter över havet. Sjön avvattnas av vattendraget Hyttbäcken.

## Delavrinningsområde
Stora Kröntjärnen ingår i det delavrinningsområde (671929-152909) som SMHI kallar för Utloppet av Stora Kröntjärn. Medelhöjden är 209 meter över havet och ytan är 3,27 kvadratkilometer. Det finns inga avrinningsområden uppströms utan avrinningsområdet är högsta punkten. Hyttbäcken som avvattnar avrinningsområdet har biflödesordning 3, vilket innebär att vattnet flödar genom totalt 3 vattendrag innan det når havet efter 75 kilometer. Avrinningsområdet består mestadels av skog (95 procent). Avrinningsområdet har 0,12 kvadratkilometer vattenytor vilket ger det en sjöprocent på 3,5 procent.